# Storstrøm
Storstrøms Amt (provincie Storstrøm) was een provincie van Denemarken op de eilanden Seeland, Møn, Falster, Lolland en nog wat kleinere eilanden. Er woonden circa 261.200 (2003) inwoners. De oppervlakte van de provincie bedroeg toen 3398 km². De provinciehoofdstad was Nykøbing Falster.
Op 1 januari 2007 werden de provincies in Denemarken afgeschaft. Storstrøm maakt nu deel uit van de nieuwe regio Seeland.

## Gemeenten
| - Fakse - Fladså - Højreby - Holeby - Holmegaard - Langebæk - Maribo - Møn - Næstved - Nakskov - Nørre Alslev - Nykøbing Falster | - Nysted - Præstø - Ravnsborg - Rødby - Rønnede - Rudbjerg - Sakskøbing - Stevns - Stubbekøbing - Suså - Sydfalster - Vordingborg |

Hoofdstad (Inclusief Bornholm) · Midden-Jutland · Noord-Jutland · Seeland · Zuid-Denemarken

Tot 2007: Aarhus · Bornholm · Frederiksborg · Funen · Kopenhagen · Noord-Jutland · Ribe · Ringkjøbing · Roskilde · Storstrøm · Vejle · Vestsjælland · Viborg · Zuid-Jutland 